# 성간운
성간운(星間雲)은 우리 은하 내 또는 외계 은하(소 우주, 밖 우주 라고 도 한다)에서 볼 수 있는 가스·플라스마·우주진의 모임을 통틀어서 말하는 것이다. 다른 뜻으로 말하면, 성간운과는 성간 영역에 있어 성간 물질의 밀도가 주위보다 높은 영역이다. 수소를 예로 들면, 구름의 농도·크기·온도 및 다른 천체로부터의 전자파등에 의해 성간운 중의 수소는 중성(또는 바닥상태)의 H I 영역(중성수소영역), 이온 상태 등의 HII 영역(전리수소영역), 분자 상태(분자운)가 된다. 또 그 밀도의 차이에 의해 저 밀도 구름, 고 밀도 구름으로 나눌 수 있다.

## 화학적 조성
성간운의 화학적 조성을 분석하는 것은 그들에게서 멀어지는 전자기복사를 연구함으로써 얻어진다. 거대 전파 망원경은 하늘에서, 확실한 분자스펙트럼의 특성인 전자기 복사의 특정 진동수의 세기를 감지한다. 어떤 성간운은 차갑고 긴 파장의 전자기복사를 방출하는 경향이 있다. 우리는 구름의 다양한 조성을 이해하기 위해 다양한 이러한 분자의 지도를 만들 수 있다.

## 성간운에서의 예기치 못한 화학조성의 발견
최근까지도 구름의 낮은 온도와 낮은 밀도에 의해 생상되는 최소한의 물질들로 하여금 성간운의 반응률이 매우 느리다고 예측해 왔다. 그러나, 과학자들이 이러한 조건 가운데 발견할 거라고 예상하지 못했던 스펙트럼에서 거대한 유기분자들이 관측되었다. 그것들이 정상적으로 생산되기 위해 높은 온도와 압력이 필요했다. 그들이 발견한 이 사실은 성간운 내에서의 이런 화학 반응이 예상보다 매우 빠르게 일어난다는 것을 알려줬다.

## 빠른 속도를 가진 구름
이런 성간운은 은하수의 회전에 의해 설명되는 것보다 빠른 속도를 가진다. 정의에 의해, 이런 구름들은 90 km s-1보다 빠른, vlsr 의 속력을 가져야 하는데 여기서 vlsr은 국부평균정지속도이다. 그것들은 주로 중성수소의 21cm선에서 관측되며 일반적으로 우리은하에 있는 정상적인 성간운보다 무거운 요소들이 적게 포함되어 있다. 이론들은 우리 은하에서 떨어져 나오는 물질, 또는 국부은하의 일부나 우리은하로부터 끌려나오는 조석적으로 위치한 물질을 포함하는 이런 특이한 구름을 설명하려고 한다. 후자의 예는 마젤란 흐름이다.

## 같이 보기
- 성간 물질
- 성간 가스
- 성운
- 은하
- 암흑 성운
- 성간 분자의 일람